# Церковь Иоанна на Опоках
Церковь Иоанна Предтечи на Опоках (на Петрятине дворе) — недействующий православный храм на Ярославовом дворище в Великом Новгороде. Расположен к западу от церкви Георгия на Торгу. Главный престол церкви был освящён в честь Иоанна Предтечи.

## История
Заложена в 1127 году князем Всеволодом Мстиславичем, а в 1135 году специальной уставной грамотой была передана Ивановской общине купцов-вощаников, торговавших воском и мёдом. Ивановская организация купцов («Ивановское сто») состояла из наиболее богатых новгородских купцов. В состав ивановского купечества входили купцы, внёсшие 50 гривен серебром. Взнос давал им звание «пошлых», то есть потомственных, что было связано с рядом преимуществ.
При церкви Ивана на Опоках существовал купеческий суд, возглавлявшийся тысяцким и состоявший из трёх старост от бояр и двух от купцов. Здесь разбирались все тяжбы по торговым делам. В церкви Ивана хранились контрольные эталоны мер, такие, как «локоть иванский» для измерения длины сукна, «гривенка рублёвая» для взвешивания драгоценных металлов, весы — «скалвы вощаные», «медовый пуд».
В 1453 году повелением архиепископа Евфимия II древний храм был разрушен, а на его месте построен новый, при сооружении новой церкви не только были использованы фундамент и нижние части стен древней постройки, но и частично повторен её основной архитектурный облик; как все перестроенные Евфимием II храмы, церковь Иоанна, несмотря на большие размеры, имеет одну главу.
В 1934 году была снесена церковная колокольня. Во время Великой Отечественной войны церковь значительно пострадала, полностью утратив барабан, купол, кровлю, получив пробоины в стенах и северной апсиде. Восстановлена в середине 1950-х годов.

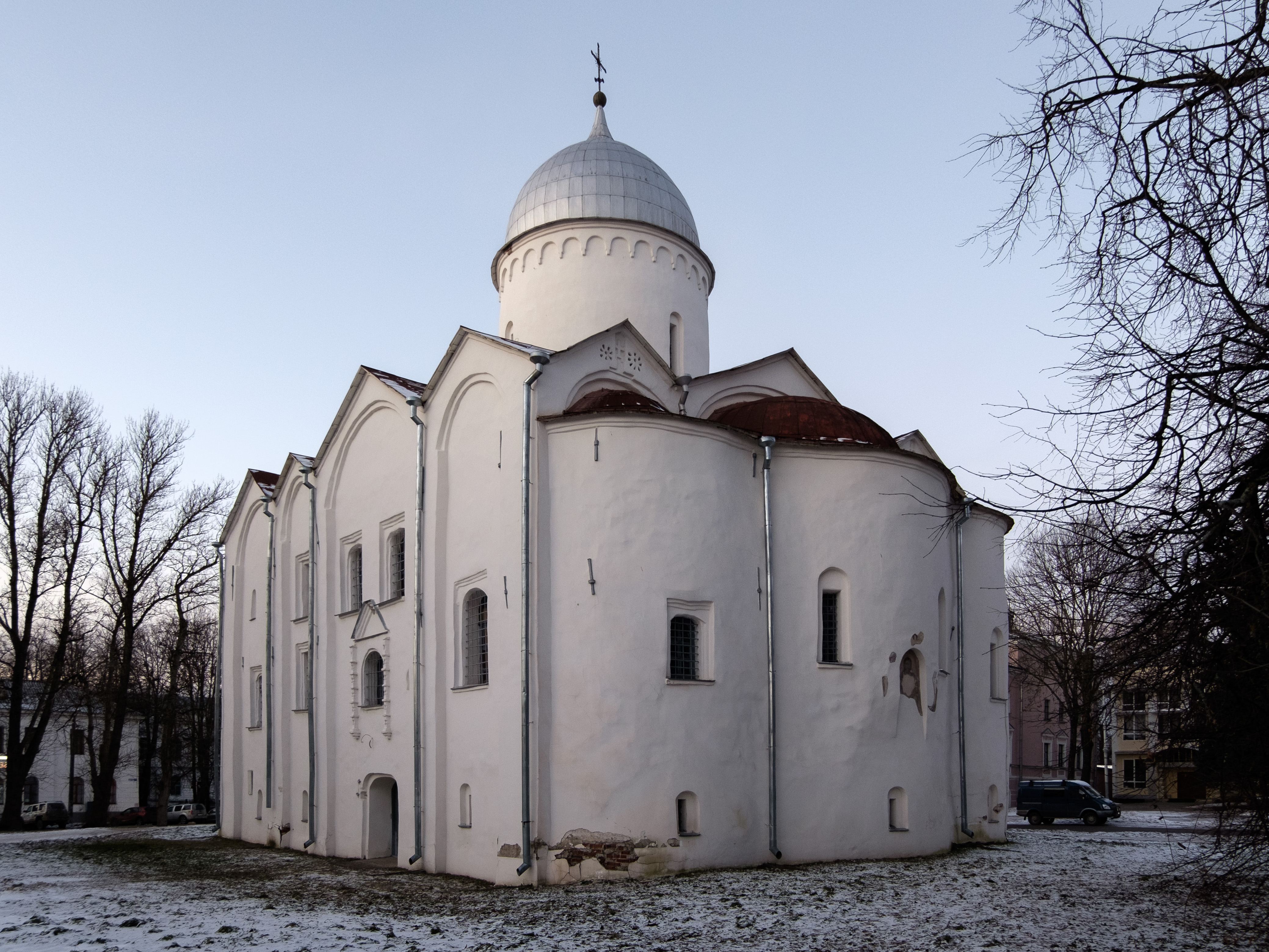
Вид с юго-востока
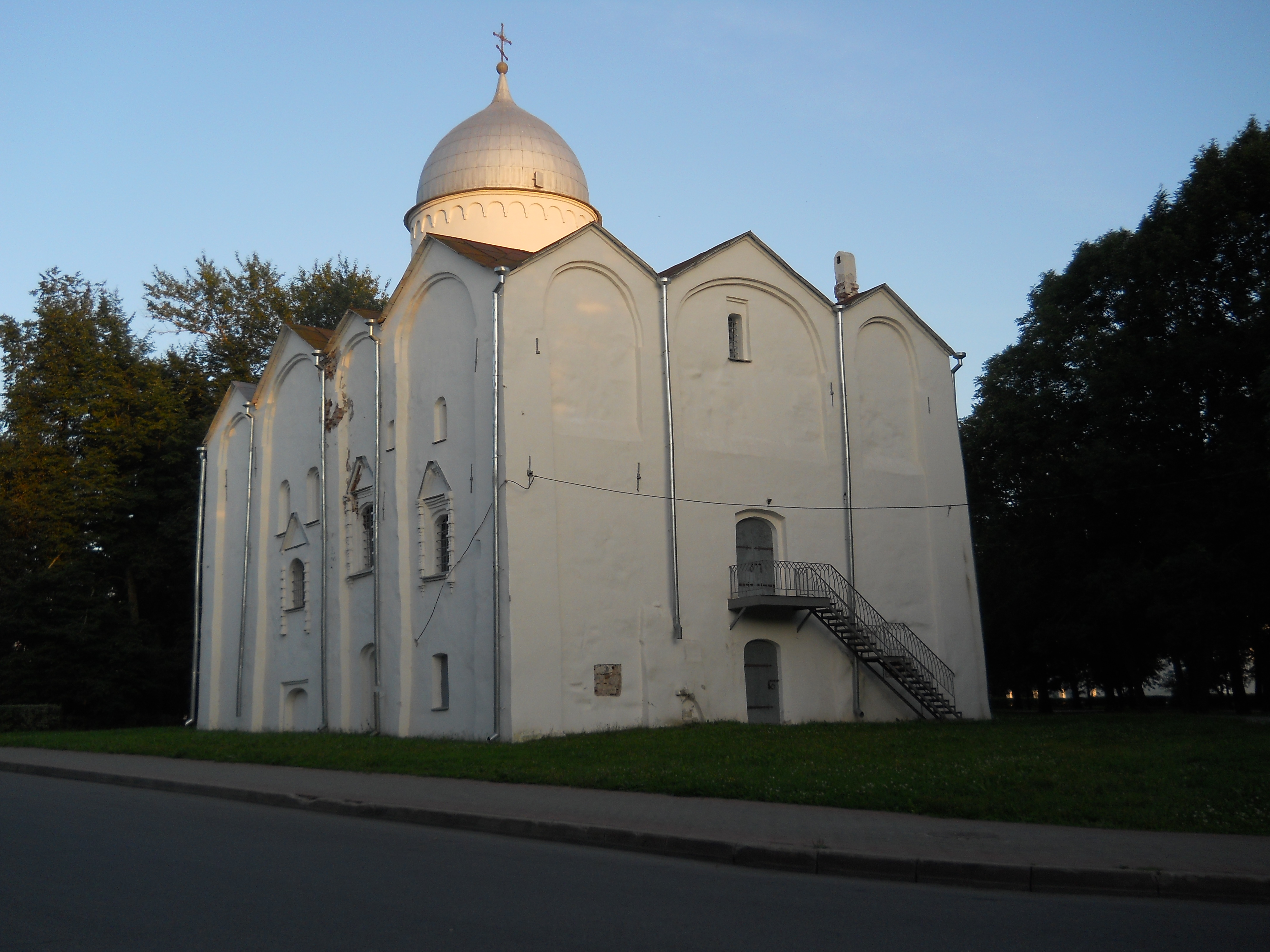
Вид с северо-запада
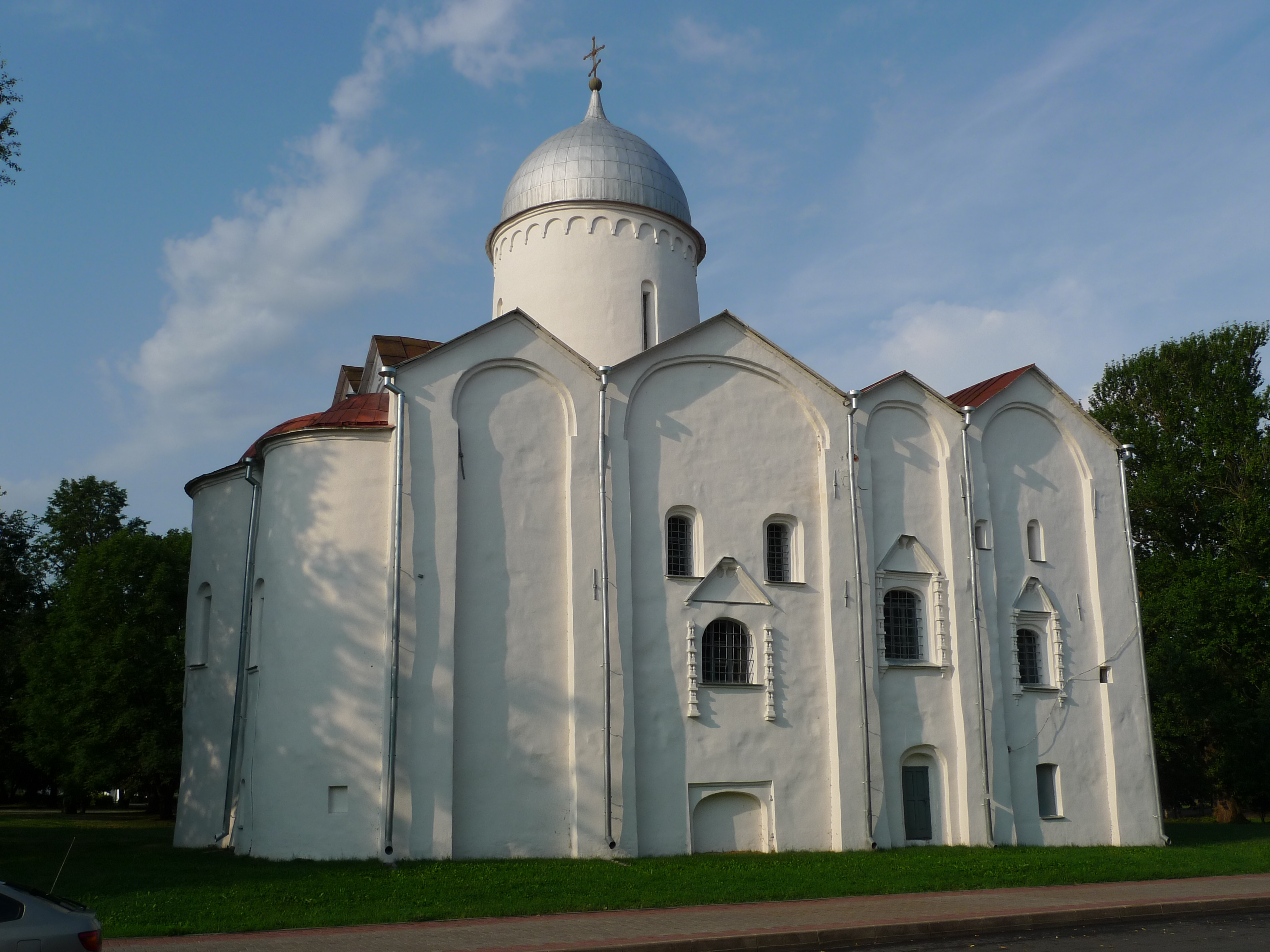
Вид с северо-востока